# Natàlia Morskova
Natàlia Morskova (rus: Наталья Морскова, nascuda en Rostov el 17 de gener de 1966) és una espanyola, d'origen rus, handbolista professional, entrenadora, empresària i comentarista esportiva. Va competir per a la Unió Soviètica en la Jocs Olímpics de Seül 1988 i per a l'Equip Unificat en la Jocs Olímpics de Barcelona 1992. Compta amb dos medalles de bronze.

## Trajectòria
Va iniciar la seva carrera esportiva com balonmanista amb 12 anys a l'escola de la seva ciutat natal, Rostov, animada per la seva professora Viktoria Popov. Va comptar sempre amb el suport del seu pare, boxador de professió, que li va transmetre el seu amor per l'esport. Va provar també la natació, el ballet, l'esgrima, el bàsquet, l'atletisme o la gimnàstica rítmica, tallant amb tots per a centrar-se definitivament al handbol.
Va aconseguir el seu primer or al Mundial Júnior de 1985 de Seül, amb l'equip de la Unió Soviètica, vencent a Corea. El 1986 va guanyar el seu segon or, el primer absolut, aportant 62 gols a l'equip. En total, compta amb tres ors a Campionats Mundials, el júnior a Seül i els dos absoluts en 1986 i 1990, amb la selecció de la Unió Soviètica.
En els Jocs Olímpics de Seül 1988 va competir per la Unió Soviètica. Va jugar els cinc partits i va ficar 25 gols durant la competició de 1988. Va guanyar la medalla de bronze.
Quatre anys més tard, el 1992 va participar en els Jocs Olímpics de Barcelona 1992 amb l'Equip Unificat, nom usat pels equips esportius de les antigues repúbliques de la Unió Soviètica (llevat dels Països bàltics). Va jugar els cinc partits i va marcar 45 gols. Va guanyar la seva segona medalla de bronze olímpica.
El 1991 va arribar a Espanya i es va establir a l'Eliana (Camp de Túria) on resideix. Va ser un fitxatge estrella d'El Osito L'Eliana i va treballar a les ordres de Cristina Mayo.
Ha aconseguit tretze títols de la Lliga Espanyola i onze Copes de la Reina. Més tard la hispanorussa va representar Espanya en campionats internacionals jugant amb la Selecció femenina d'handbol d'Espanya quan Cristina Mayo va ser seleccionadora. Va marcar 396 gols.
Té la Copa d'Europa de 1997 amb El Osito L'Eliana, davant les daneses del potent equip de Viborg HK. I dos Recopes d'Europa amb el Rostov i amb El Osito L'Eliana.
El 2004, amb 38 anys, es va veure forçada a retirar-se de l'handbol a causa de les lesions (ha sofert onze operacions als genolls) després de 28 anys dedicada a aquest esport com a jugadora professional.
Ha fundat la seva pròpia empresa i ha dirigit equips de l'escola d'handbol de L'Eliana. El 2012 la hispanorussa ha estat entrenadora del Aicequip, resident en el municipi de Camp de Túria i únic equip de la província de València en la Divisió d'Honor. És contractada per a dirigir al primer equip en la temporada 2012/13, que conclou com a tercer millor equip espanyol de la Copa EHF d'handbol femení (Women´s EHF Cup).
Des de 2015 és comentarista esportiva de televisió, en la cadena Teledeporte, canal temàtic de Televisió Espanyola dedicat al món de l'esport.
Té una filla anomenada Natasha i un net, fill d'aquesta, anomenat Bogdan.

## Rellevància
En 2001 va ser triada tercera més ben jugadora mundial de l'any. LLa Premsa l'ha comparat amb Maradona i Michael Jordan, considerant-la una llegenda de l'handbol i entre les millors jugadores de tots els temps. Va ser una de les tretze triades com a millors jugadores del segle xx.